# موریسون (ایلینوی)
موریسون، ایلینوی (به انگلیسی: Morrison, Illinois) یک شهر در ایالات متحده آمریکا با جمعیت ۴٬۳۰۷ نفر است که در ایلی‌نوی واقع شده‌است.